# Kloster Möllenbeck

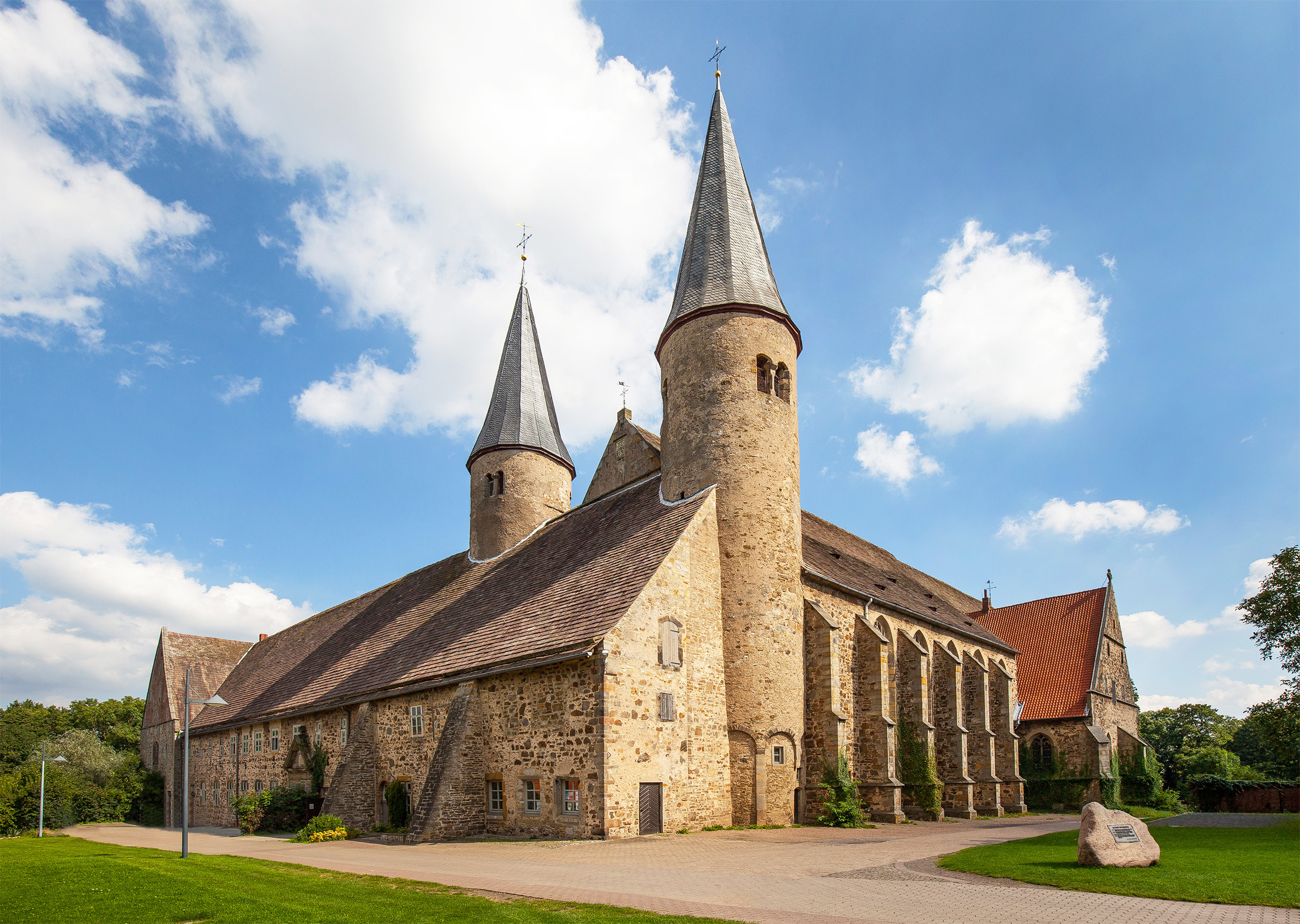
Kloster Möllenbeck

Das ehemalige Kloster Möllenbeck (auch Stift Möllenbeck)  in Möllenbeck in den Weserauen bei Rinteln in Niedersachsen gehört zu den bedeutendsten Baudenkmälern im Weserbergland Niedersachsens und gilt als eine der am besten erhaltenen spätmittelalterlichen Klosteranlagen in Deutschland. Es wurde zwischen 1478 und 1505 an der Stelle eines zuvor niedergebrannten Vorgängerbaus im spätgotischen Stil errichtet. Aus der ottonischen Zeit sind nur noch die Rundtürme und die Krypta erhalten. 

## Geschichte

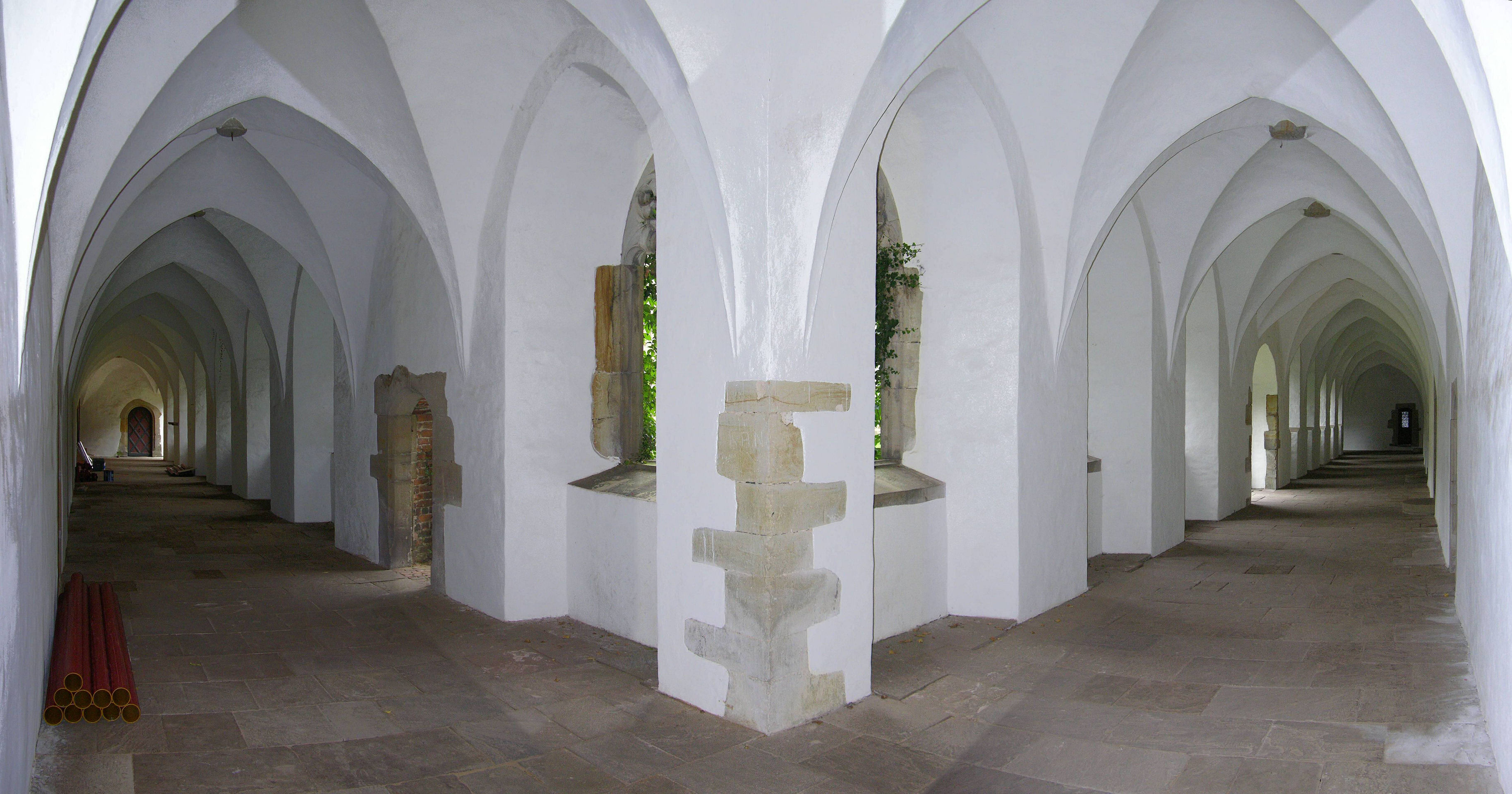
Kreuzgang des Klosters

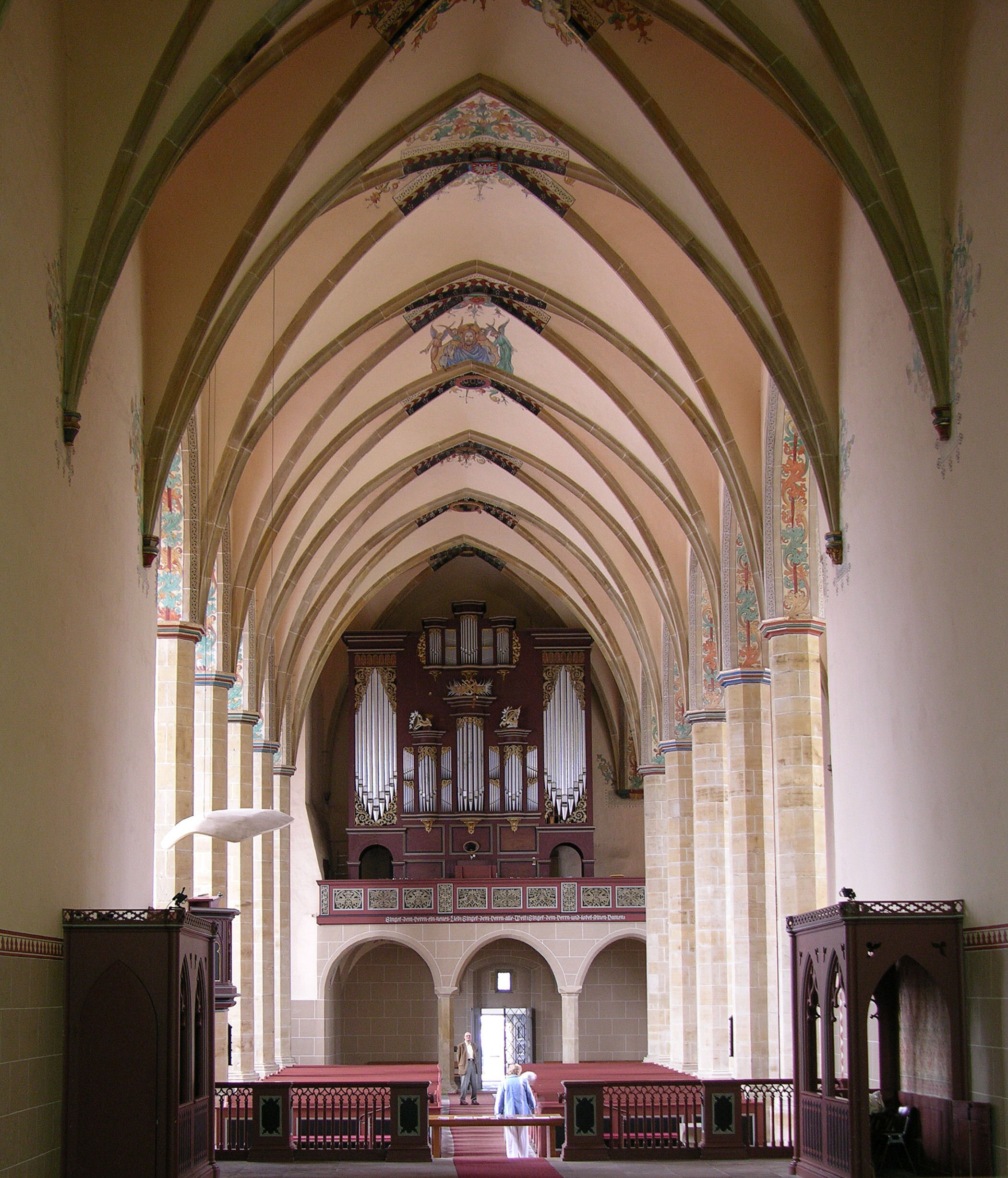
Klosterkirche Möllenbeck

Das Kloster wurde im Jahr 896 von der Edelfreien Hildburg als Kanonissen-Stift gegründet und mit sieben Eigenkirchen ausgestattet. Bischof Drogo von Minden unterstützte das Kloster materiell. Kaiser Arnulf von Kärnten bestätigte die Gründung am 13. August 896. Die Urkunde darüber ist das älteste bekannte Dokument des Schaumburger Landes und befindet sich im Staatsarchiv Bückeburg. Damit gehört Möllenbeck zu den ältesten Stiften im Wesertal. Vögte waren zeitweise die Grafen von Sternberg.
Nach einer hochmittelalterlichen Blüte geriet das Stift, wie so viele andere, im 15. Jahrhundert durch Kriegseinwirkungen, personelle Auseinandersetzungen, Verschwendung, Misswirtschaft, Güterverluste und einen Niedergang in Sitten und Disziplin mehr und mehr in Verfall. Daraufhin wurde es 1441 aufgelöst und dem Männerorden der Augustiner-Chorherren übertragen, dessen norddeutsche Niederlassungen zu dieser Zeit unter der Anleitung des Augustinerpriors und Klosterreformators Johannes Busch im Sinne der Windesheimer Kongregation reformiert wurden. Die Chorherren bemühten sich auch erfolgreich um die Restauration des Klosterbesitzes, erlitten aber im Jahre 1474 eine Katastrophe: Die gesamte Anlage, mitsamt der umfangreichen Bibliothek, wurde in einem Großbrand vernichtet; nur die Krypta und die ottonischen Rundtürme, die noch heute das Äußere des Gebäudekomplexes prägen, blieben erhalten. Zwischen 1478 und 1505 wurden Kirche, Kreuzgang und Klausurgebäude neu errichtet.
Nach der offiziellen Einführung der Reformation in der Grafschaft Schaumburg im Jahre 1558 traten der Prior des Klosters, Hermann Wenig, und der gesamte Konvent zum Luthertum über. In dem nunmehr protestantischen Kanonikerstift blühte bis zum Ende des Dreißigjährigen Kriegs ein bewusst evangelisches Klosterleben. Ausdrücklich beibehalten wurden die klösterliche Ordnung, die Ordenskleidung und das Chorgebet (mit nunmehr deutschem Gesang); die Messe wurde in Form der Deutschen Messe gehalten. Zur Ausbildung guter Pfarrer und Prediger wurde eine theologische Lateinschule eröffnet. Einer der bedeutendsten Lehrer der Schule war der Subprior Konrad Hojer, der neben mehreren theologischen Werken, wie z. B. Katechismusauslegungen, 1623 in der Rintelner Universitätspresse unter dem Titel De fundatione Monasterii Mollenbeccensis eine Apologie des evangelischen Ordenslebens veröffentlichte.
Erst gegen Ende des Dreißigjährigen Kriegs, mit der Teilung der Grafschaft Schaumburg im Jahre 1640 nach dem Tod des letzten Grafen Otto V. und der Eingliederung ihres Südteils in die Landgrafschaft Hessen-Kassel, wurde das Stift aufgelöst und der gesamte Besitz in eine hessische Staatsdomäne umgewandelt. Der letzte evangelische Kanoniker in Möllenbeck, der Klosterprediger Pater Petrus Grener, starb 1675.
In der Franzosenzeit Anfang des 19. Jahrhunderts, als französische Truppen die Kirche als Scheune und Lagerraum nutzten, wurde die wertvolle Kirchenausstattung versteigert, so dass heute in erster Linie die architektonische Harmonie der Anlage mit ihrer Dacheindeckung aus Wesersandstein (Sollingplatten) von kunsthistorischer Bedeutung ist. Erst 1836, als die Kirche zur evangelischen Pfarrkirche der Gemeinde Möllenbeck umgewidmet wurde, erhielt sie ihre heutige Ausstattung im neugotischen Stil.

## Anlage
Von dem Gründungsbau aus karolingischer Zeit sind nur noch Reste im Bereich der Apsisfundamente nachweisbar. Im 10. Jahrhundert wurde eine wesentlich größere, dreischiffige Kirche errichtet, eine etwa 60 Meter lange kreuzförmige Basilika. Ihre ursprüngliche Gestalt ließ sich bei einer Ausgrabung durch die Freilegung von Fundamenten nachweisen, die Klessmann 1952 publizierte. Von ihr sind nur die beiden Rundtürme und die Krypta erhalten. In der Krypta wurde ein wuchtiger, asketisch schlichter Sarkophag aus der Zeit um 900 gefunden, der vermutlich die Gebeine der Klosterstifterin Hildburg enthält; ein romanisches Tumbafragment mit feiner figürlicher Arbeit konnte diesem Grab zugeordnet werden (heute eingemauert am Eingang der Kirche).
Die heutige dreischiffige Hallenkirche stammt aus der Zeit von 1478 bis 1505; sie hat einen Chor mit einem großen Sakristeianbau. Die zur gleichen Zeit neu gebauten Klausurgebäude schließen sich als doppelgeschossige, komplett unterkellerte Dreiflügelanlage mit der Kirche zu einer mächtigen quadratischen Baugruppe zusammen. Die Außenmauern sind durch regelmäßig gereihte Rechteckfenster gegliedert und nur an der Nordseite von Ost- und Westfassade durch Risalite unterbrochen. Der Kreuzgang ist in das Erdgeschoss eingebunden und wird, wie auch der Keller, von Kreuzgratgewölbe überspannt. Die Räume sind mit reichen spätgotische Wand- und Deckenmalereien, geschnitztem Maßwerk an den Balken, zierlichen Spindeltreppen und Rollwerkdekor ausgestattet. Die noch erhaltenen Stuckreste an den Decken enthalten Ornamentik der Frührenaissance. Interessant sind auch die an der südlichen Außenwand des Kirchenschiffes an vielen Stellen sichtbaren Steinmetzzeichen aus der Bauzeit.
Der Westgiebel, Fassaden, das Dach und das Winterrefektorium wurden ab 1995 mit Hilfe der Deutschen Stiftung Denkmalschutz in mehreren Bauabschnitten saniert.

## Orgel

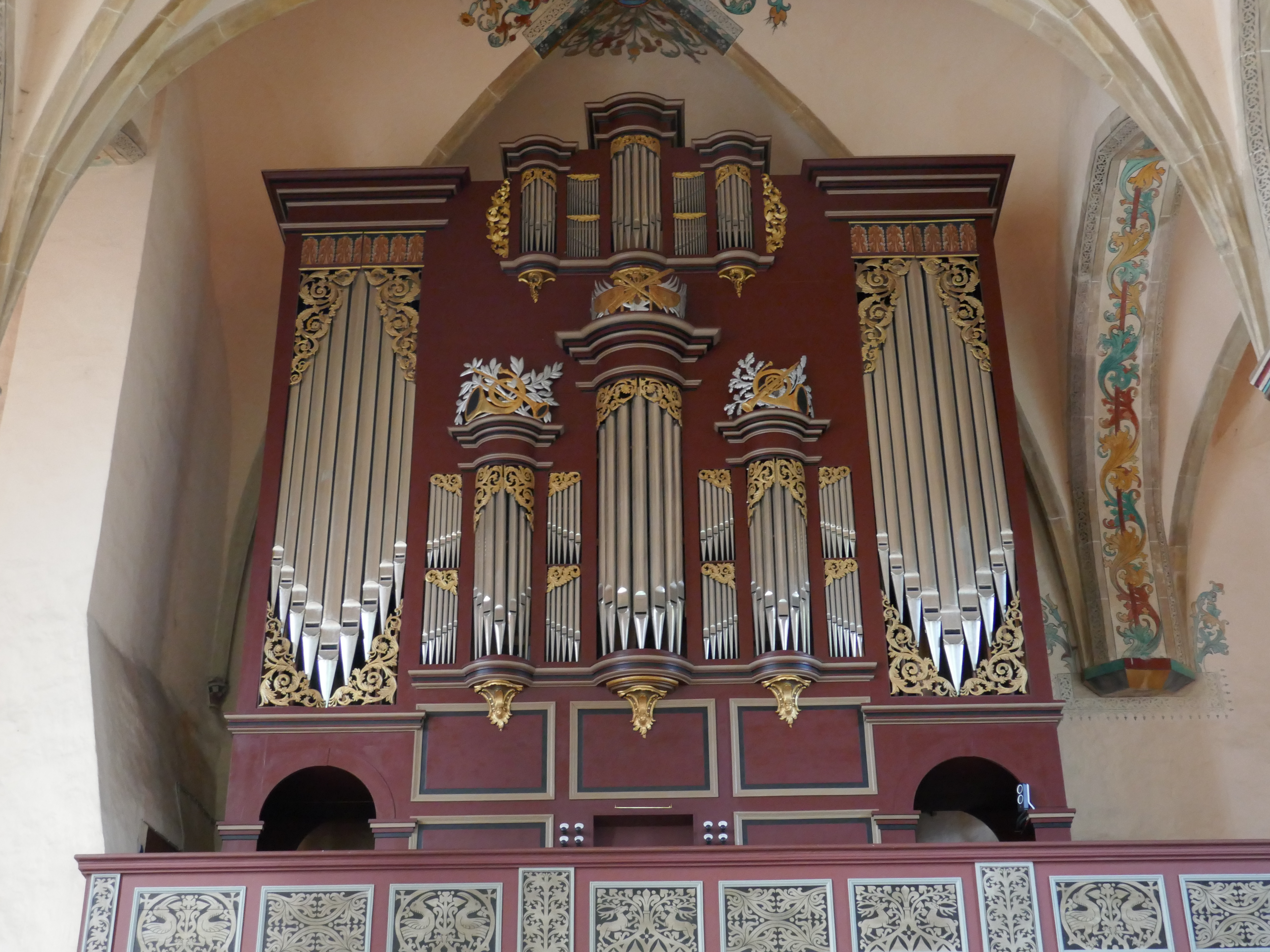
Orgel

Die Orgel der Klosterkirche wurde 1844 erbaut, vermutlich durch den Orgelbauer Christian Wilhelm Möhling (Rinteln). 1909 wurde durch den Orgelbauer Friedrich Klassmeier (Kirchheide) ein neues Orgelwerk erbaut, unter Wiederverwendung alten Pfeifenmaterials. Das Instrument hat 20 Register auf zwei Manualen und Pedal. Im Jahr 2013/2014 führte Orgelbauer Henrik Ahrend eine Restaurierung durch, die das Instrument auf den ursprünglichen Zustand zurückführte. Dabei wurde die ursprüngliche Anlage mit Hauptwerk, Oberwerk und Pedalwerk (zu beiden Seiten) als mechanische Schleifladenorgel rekonstruiert. Die beiden Manualwerke haben wieder einen klingenden Prospekt erhalten. Im Pedalwerk wurde der hölzerne Principalbass von Möhling restauriert. Für die meisten Manualregister fanden sich noch originale Pfeifen im Bestand der Klassmeyer-Orgel. Daraus konnte unter anderem abgeleitet werden, dass die Mixtur im Hauptwerk im Diskant einen Terzchor enthielt. Für die Rekonstruktion der Spielanlage konnten zwei originale Möhling-Klaviaturen wiederverwendet werden. Bei der Restaurierung wurden zudem drei Vakantplätze vorgesehen. Aus den originalen Orgelakten ging hervor, dass es bei der Erbauung der Orgel sehr unterschiedliche Ansichten der Sachverständigen gab. Es wurde eine Disposition mit bis zu 24 Registern aufgestellt, die sich aber wegen zu geringer Mittel nicht verwirklichen ließ. Möhling musste mit sehr bescheidenen Mitteln die riesige Westwand der Kirche mit einem Orgelprospekt versehen. Im Jahr 2017 wurde die Orgel von Hendrik Ahrend um die im 1. Bauabschnitt vorgesehenen drei Stimmen ergänzt: Geigenprincipal 8′ und Mixtur 3fach im Oberwerk, Trompete 8′ im Hauptwerk. Das Orgelprojekt konnte damit abgeschlossen werden. Nach der Restaurierung durch die Orgelbauwerkstatt Ahrend zählt die Möhling-Orgel wieder zu den schönsten Denkmalorgeln. Die Restaurierung der Möhling-Orgel wurde durch Fördermittel der Europäischen Union maßgeblich unterstützt.
Restaurierung/Rekonstruktion des Gehäuses und der Farbfassung durch Dietrich Wellmer 2013/14.
| I Hauptwerk C–f3 |                |     |     |
| 1.               | Bourdun        | 16′ | M   |
| 2.               | Principal      | 8′  | A   |
| 3.               | Viola di Gamba | 8′  | M/A |
| 4.               | Gedact         | 8′  | M   |
| 5.               | Octav          | 4′  | M/A |
| 6.               | Spitzfloete    | 4′  | A   |
| 7.               | Octav          | 2′  | M/A |
| 8.               | Gemshorn       | 2′  | A/M |
| 9.               | Mixtur III–IV  |     | M/A |
| 10.              | Trompete       | 8′  | A   |

| II Kronwerk / Oberwerk C–f3 |                 |    |     |
| 11.                         | Geigenprincipal | 8′ | A   |
| 12.                         | Lieblich Gedact | 8′ | M   |
| 13.                         | Principal       | 4′ | A   |
| 14.                         | Flauto traverso | 4′ | M   |
| 15.                         | Sesquialtera II |    | A/M |
| 16.                         | Octav           | 2′ | A/M |
| 17.                         | Mixtur III      |    | A   |
| 18.                         | Dulcian         | 8′ | A   |

| Pedal C–f1 |               |     |   |
| 19.        | Principalbass | 16′ | M |
| 20.        | Subbass       | 16′ | M |
| 21.        | Violonbass    | 8′  | M |
| 22.        | Posaunenbass  | 16′ | A |

- Koppeln: II/I, I/P
- Anmerkung:

M = Register von Möhling (1844)
A = Rekonstruktion durch Ahrend (2013/2014)

## Heutige Nutzung
Das Kloster ist heute Eigentum der Evangelisch-reformierten Kirche. Es wird von der Ortsgemeinde auf vielfältige Weise genutzt und einer breiten Öffentlichkeit zugänglich gemacht. Einmal im Jahr findet hier das Irish Folk Festival im Kloster Möllenbeck sowie das Jugendrockkonzert Möllenbeck rockt! statt, das von Gemeindemitgliedern ehrenamtlich organisiert wird.
Weitere Veranstaltungen sind unter anderem das Sonnenblumenfest (jährlich im Herbst) und diverse Konzerte.
Führungen finden zwischen Ostern und Ende Oktober nach Voranmeldung bzw. an einem Sonntag im Monat statt.